# 利斯提庫宮

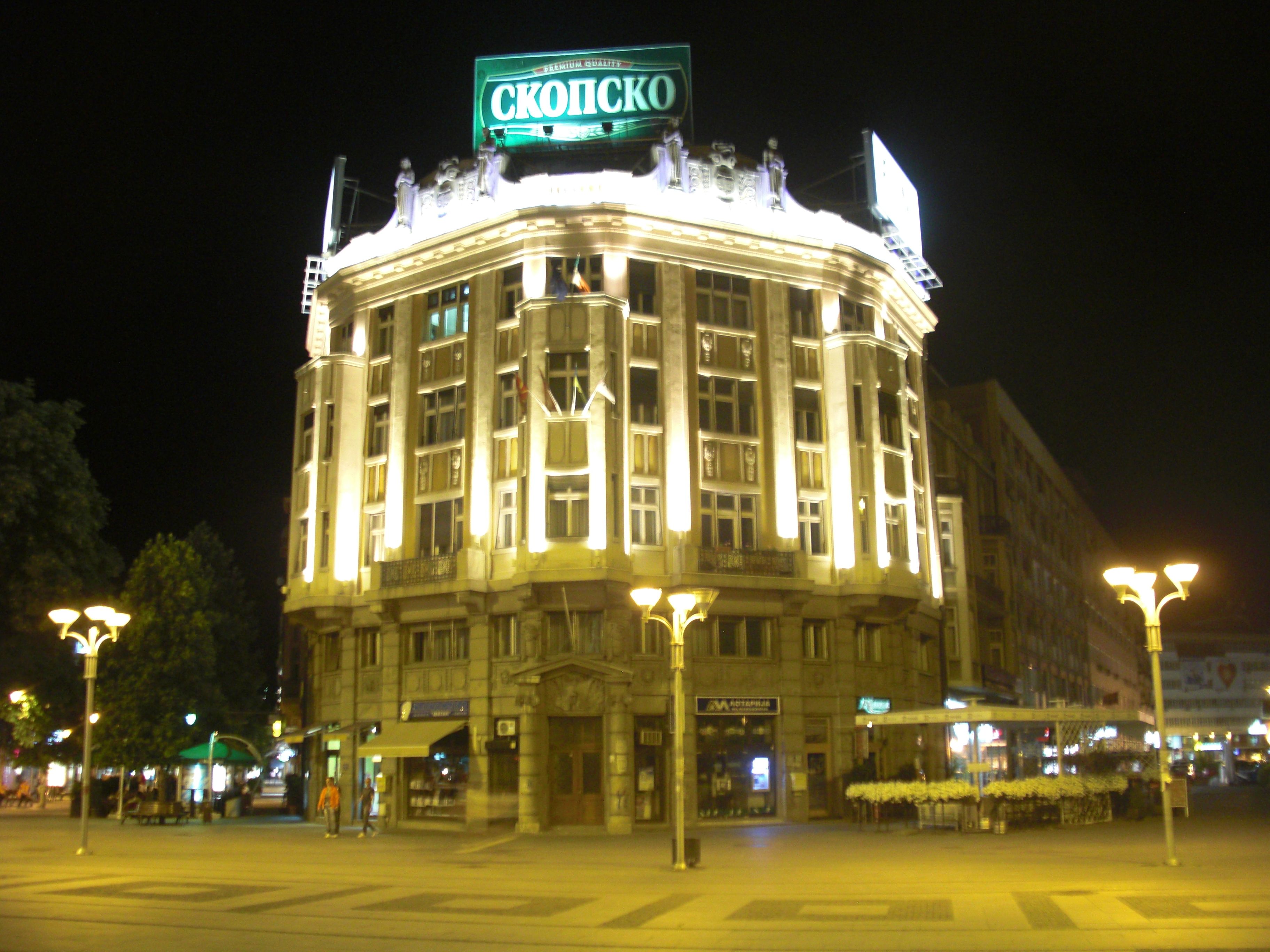

利斯提庫宮是位於北馬其頓首都斯科普里的一座地標性建築。宫位于瓦尔达尔河河南岸，马其顿广场南部。 东面是加尔各答德肋撒修女的出生地，南面是特蕾莎修女纪念馆和北马其顿交通部总部。 它建于1926年，目前用作办公大楼。

## 历史
它于1926年塞尔维亚族弗拉迪斯拉夫·里斯蒂克(Serbian Cyrillic: Владислав Ристић)药剂师建造。该建筑的底层用作办公室，里斯蒂克一家住在其他楼层。 现在它是一个复杂的商业办公室。 
这座宫殿是那个时期斯科普里为数不多的在 1963 年锡卡普里地震 的冲击中幸存下来的大型建筑之一，地震发生在 SFR 南斯拉夫（现在的北马其顿）的一部分。该建筑的建筑设计归功于 德拉古廷马斯拉克，施工归功于达尼洛·斯坦科维奇，他提供了该建筑的雕塑。 
由于据称是约 50 平方米的非法建筑区域，曾一度面临被毁的威胁，斯科普里政府通过了一项法律，将宫殿作为文化遗产地标进行保护。

## 简介

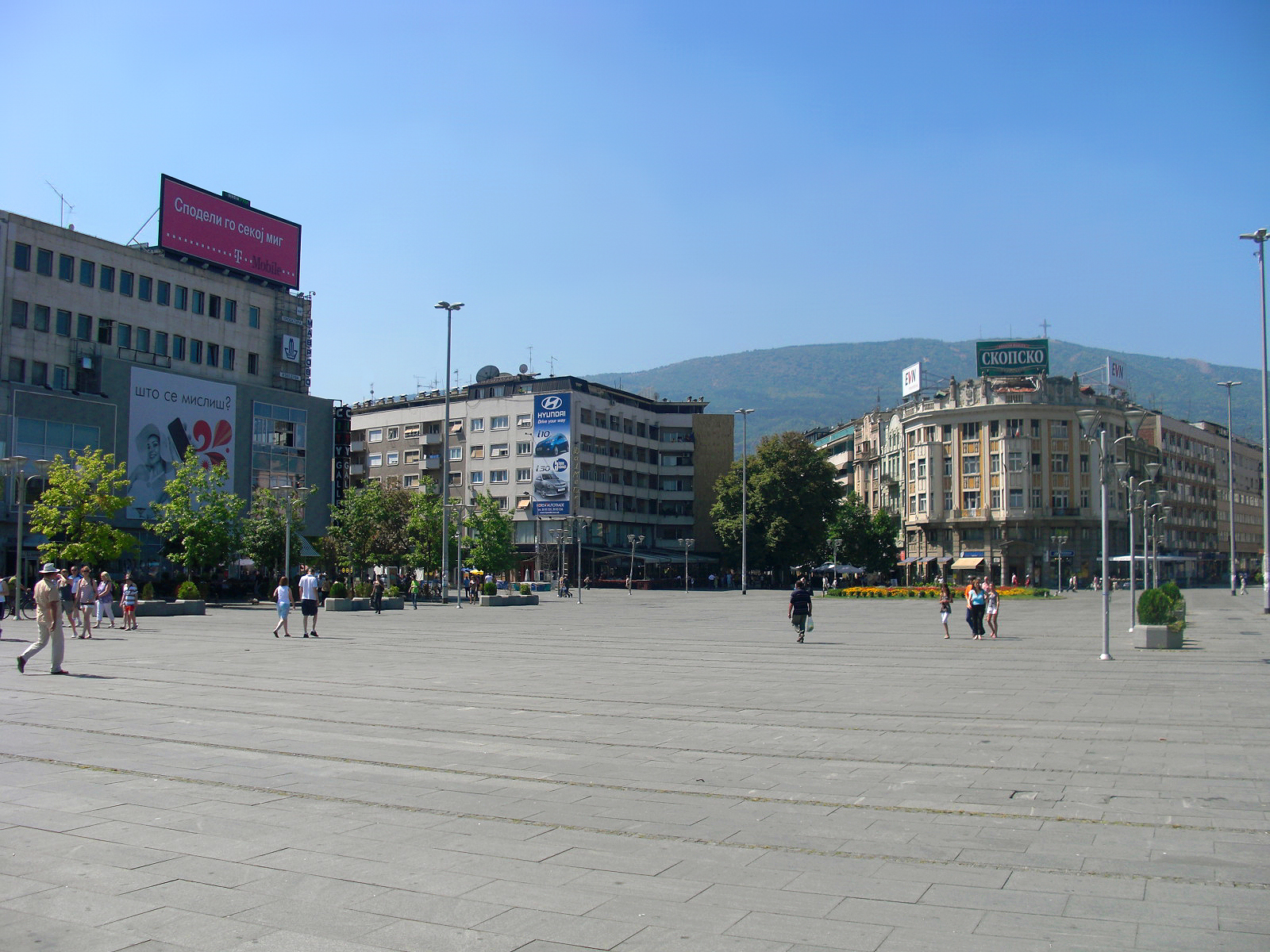
从馬其頓廣場的样子

这座宫殿以其主人弗拉迪斯拉夫·里斯蒂克的名字命名。 它由德拉古廷马斯拉克设计，是斯科普里富商建造的典型建筑。 底层以前是商业中心，地下室用作商店，上层用作业主及其家人的住宅。 即使在建造的时候，这座建筑也有许多现代化的设施，例如在冰上运行的冰箱、电话，以及每个房间的附属厕所和浴室。 
利斯提庫宮是一栋奶油色和米色油漆的建筑，除了地下室，底层、一楼、三层楼的中间部分，阁楼和屋顶部分。 今天的底层有商店，鲜花在大楼的右侧出售。 二楼的两个房间（三层楼中间部分中最低的一个）包含俯瞰广场的小阳台。 栏杆很低，但设计优雅。 在两个阳台上方，在二楼和三楼之间，再在上面，在三楼和四楼之间，是对称的雕塑设计，漆成白色/奶油色，由两个并排组成，每个窗户上方，总共八个，面向广场。
在建造这座建筑时，设计师和建筑师根据过去地震发生的经验及其对建筑物的破坏性影响，特别是在斯科普里这样的大城市，了解该地区的地震条件。 因此，他们在建筑物设计中考虑了基于地震震级的地震参数作为设计因素。 这是宫殿在 1963 年斯科普里地震 的影响下幸存下来的原因之一； 1963年7月26日发生6.1级地震，造成1070人死亡，多人受伤。 当镇上近 70% 的建筑物被毁时，利斯提庫宮是为数不多的幸存下来的建筑物之一。 大多数建筑物都建在斯科普里，带有垂直承重墙，这是倒塌的原因之一。 提到倒塌的其他原因是建筑中使用的材料的使用。 就宫殿而言，遵循了现代建筑标准。

## 图片

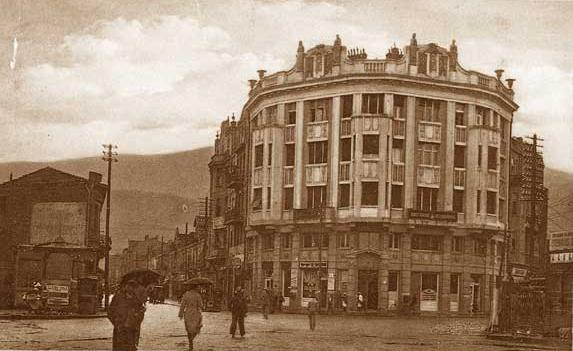
利斯提庫宮于 1926 年建成时
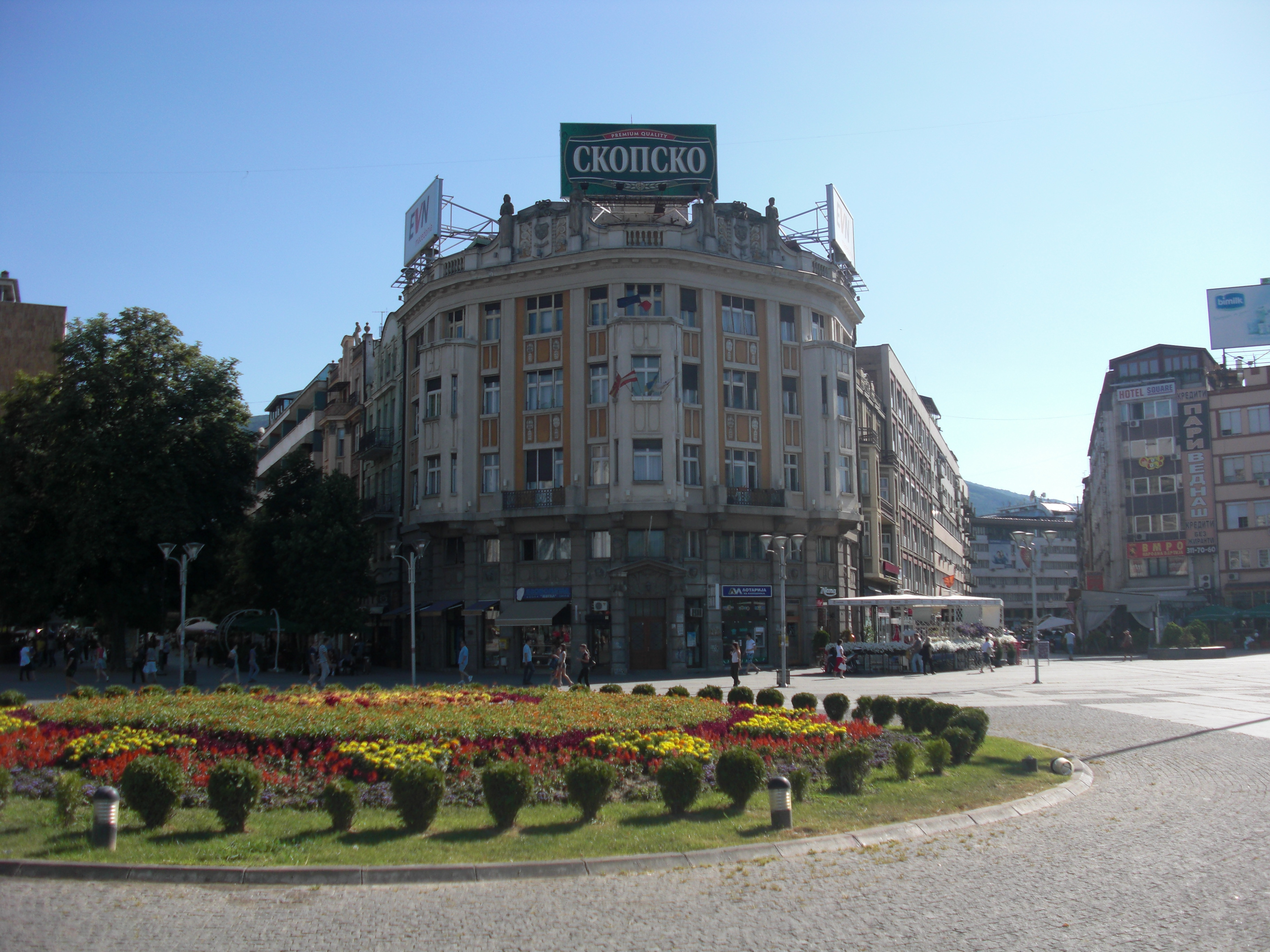
现在的利斯提庫宮
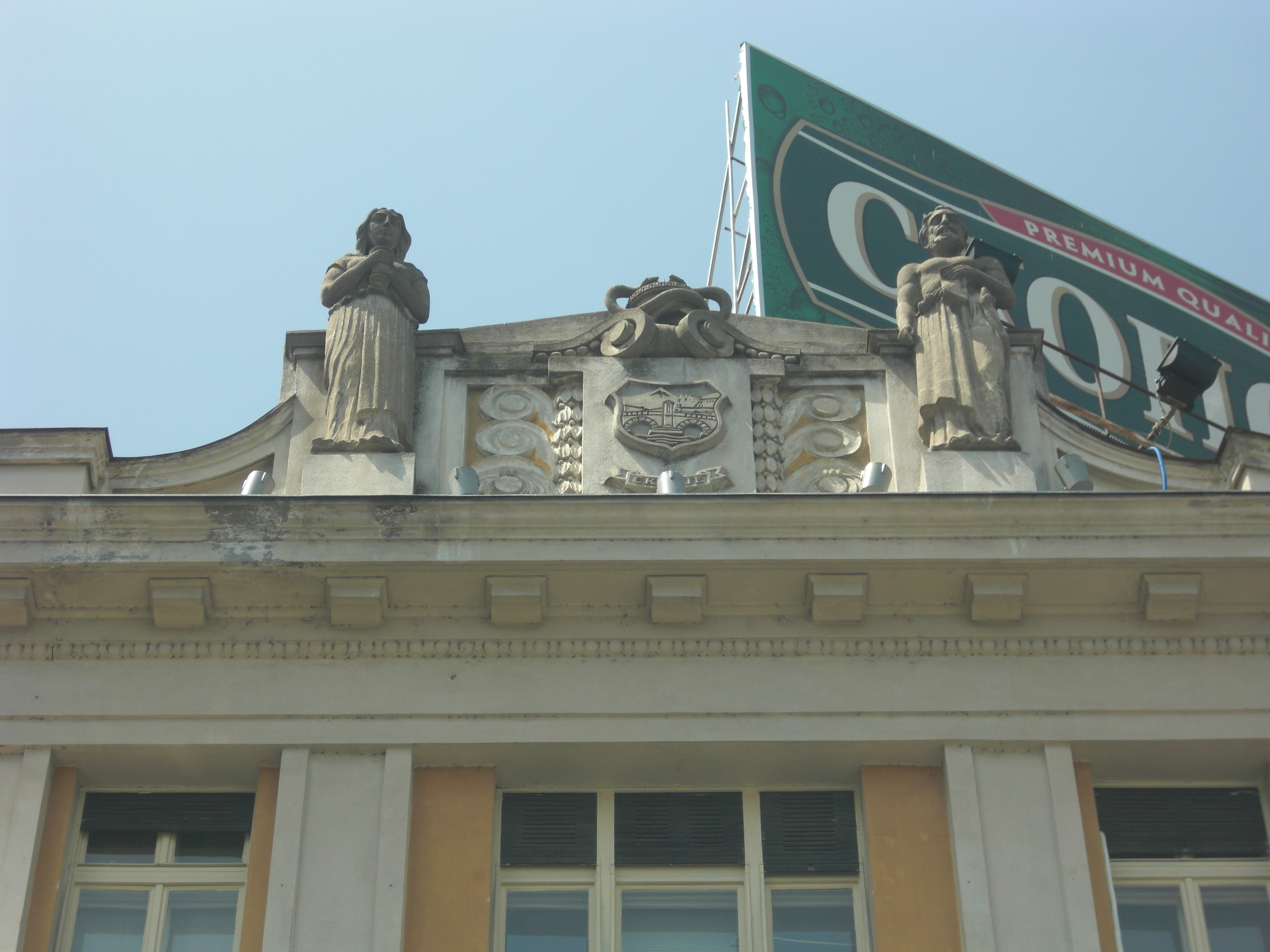
建筑雕塑的细节
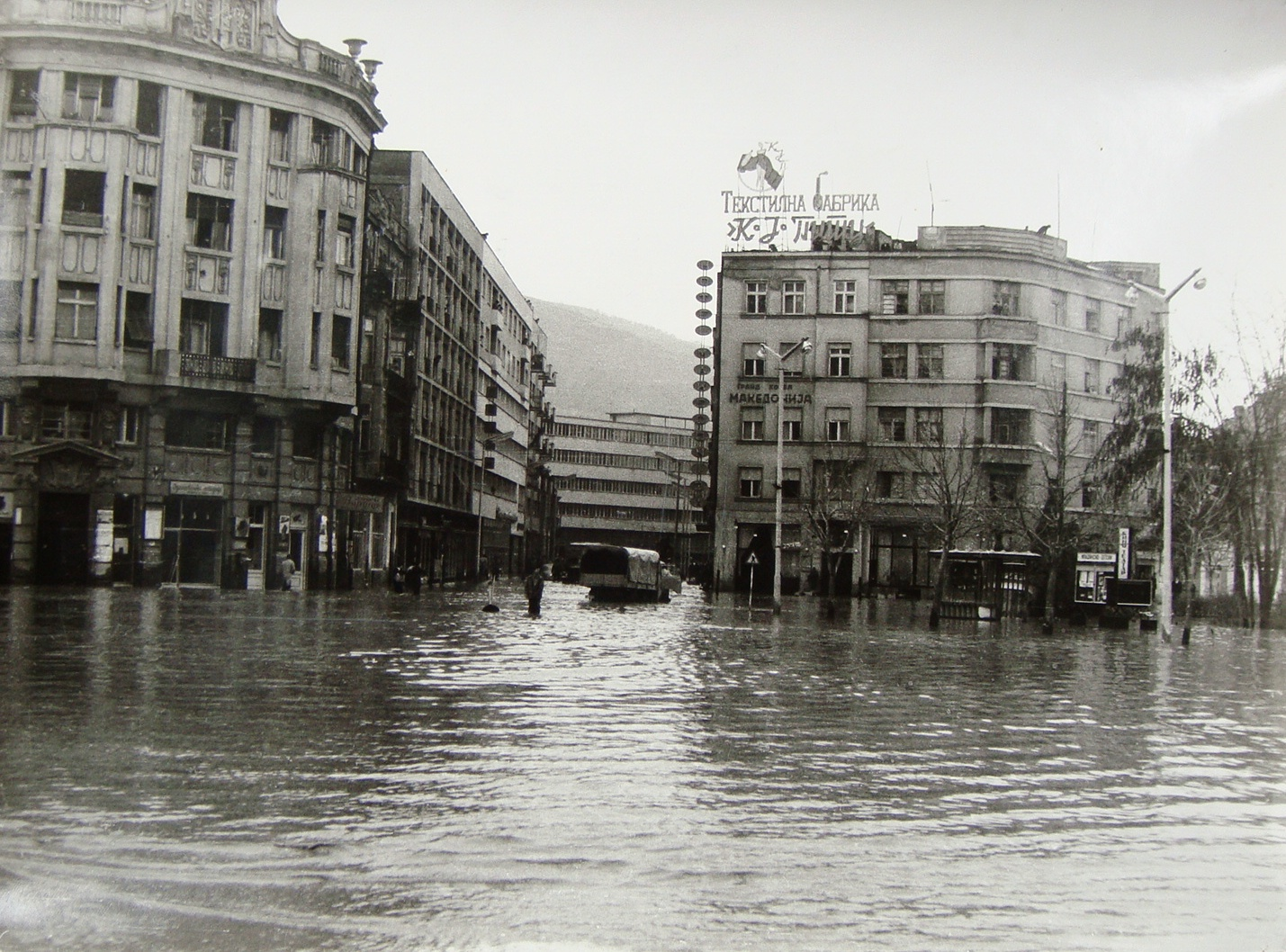
1962 年斯科普里发生洪水，地点：马其顿酒店和里斯蒂凯娃宫